# آلوکسی‌استاتین
آلوکسی‌استاتین (انگلیسی: Aloxistatin) دارویی است که به عنوان یک مهارکننده پروتئاز سیستئین عمل می کند و دارای اثرات ضد انعقادی است. این یک آنالوگ مصنوعی از E-64 است، یک فرآورده طبیعی که از قارچ‌ها مشتق شده است. این ماده برای درمان دیستروفی عضلانی مورد تحقیق قرار گرفت، اما در آزمایش‌های بالینی انسانی موفقیت‌آمیز نبود، اگرچه همچنان برای درمان آسیب نخاعی، سکته مغزی و بیماری آلزایمر مورد بررسی قرار گرفته است. همچنین اثرات ضد ویروسی را نشان می‌دهد.